# مکانیک ماتریسی
مکانیک ماتریسی یک فرمول‌بندی مکانیک کوانتومی است که توسط ورنر هایزنبرگ، ماکس برن و پاسکوال جردن در سال ۱۹۲۵ ایجاد شد.
مکانیک ماتریسی اولین فرمول‌بندی مفهوما مستقل و منطقا سازگار با مکانیک کوانتومی بود. این فرمول‌بندی خواص فیزیکی ذرات را به عنوان ماتریسهایی که در زمان تغییر می‌کنند تفسیر می‌کند که هم‌ارز معادله موج شرودینگر برای مکانیک کوانتوم است، که در نشانه گذاری براکی دیراک مشهود است.
در تفاوت با فرمول‌بندی موجی، این فرمول‌بندی عملگرهای طیفهای (عمدتاً انرژی) را با روشهای صرفاً جبری، عملگر نردبانی، تولید می‌کند. با اتکا به این روش، پائولی طیف هسته هیدروژن را در سال ۱۹۲۶، قبل از توسعه مکانیک موج، بدست آورد.

## برای مطالعهٔ بیشتر
- Jeremy Bernstein Max Born and the Quantum Theory, Am. J. Phys. 73 (11) 999-1008 (2005), doi:10.1119/1.2060717.
- Max Born The statistical interpretation of quantum mechanics. Nobel Lecture – December 11, 1954.
- Nancy Thorndike Greenspan, "The End of the Certain World: The Life and Science of Max Born" (Basic Books, 2005) شابک ‎۰−۷۳۸۲−۰۶۹۳−۸. Also published in Germany: Max Born - Baumeister der Quantenwelt. Eine Biographie (Spektrum Akademischer Verlag, ۲۰۰۵), شابک ‎۳−۸۲۷۴−۱۶۴۰-X.
- Max Jammer The Conceptual Development of Quantum Mechanics (McGraw-Hill, 1966)
- Jagdish Mehra and Helmut Rechenberg The Historical Development of Quantum Theory. Volume 3. The Formulation of Matrix Mechanics and Its Modifications 1925–1926. (Springer, 2001) شابک ‎۰-۳۸۷-۹۵۱۷۷-۶
- B. L. van der Waerden, editor, Sources of Quantum Mechanics (Dover Publications, 1968) شابک ‎۰-۴۸۶-۶۱۸۸۱-۱
- Ian J. R. Aitchisona, David A. MacManus, Thomas M. Snyder, "Understanding Heisenberg’s ‘‘magical’’ paper of July 1925: A new look at the calculational details", American Journal of Physics, 72, (11), 1370–1379 (2004), doi:10.1119/1.1775243.
- Thomas F. Jordan, Quantum Mechanics in Simple Matrix Form, (Dover publications, 2005) شابک ‎۹۷۸–۰۴۸۶۴۴۵۳۰۴